# Lampetra lethophaga
Lampetra lethophaga är en ryggsträngsdjursart som beskrevs av Hubbs 1971. Lampetra lethophaga ingår i släktet Lampetra och familjen nejonögon. Inga underarter finns listade i Catalogue of Life.